# پزدکان
پَزدَکان یا کنه‌های شاخدار (Oribatida) (نام قدیمی: نهان‌استیگمایان: Cryptostigmata) یکی از راسته‌های هیره‌ها هستند.
راسته پزدکان در حدود ۲۰۰ خانواده دارد که به ۱۲۰۰ سرده و ۶۶۰۰ گونه بخش شده‌است.
حشره پزدک از پرشمارترین نوع حشره یافت شده در خاک است.